# Ostatnia karczma na rogatce
Ostatnia karczma na rogatce (ros. Последний кабак у заставы) – obraz olejny Wasilija Pierowa, namalowany w 1868.

## Opis
Dzieło nawiązuje do popularnego w ludowej kulturze rosyjskiej motywu drogi – symbolu egzystencji człowieka, jej niepewności, samotności jednostki. Obraz ukazuje rogatkę nieokreślonego rosyjskiego miasta i drogę prowadzącą poza jego granice. W pobliżu rogatek znajduje się budynek tytułowej karczmy; jej nazwa, widoczna na zamazanym afiszu nad wejściem, brzmi Rozstanie. Okna tawerny są oświetlone, namalowany ciemnymi barwami budynek przykrywa śnieg. Przed tawerną stoją sanie zaprzężone w dwa konie, na których siedzi samotna, pogrążona w zadumie młoda kobieta; obok sań stoi czarny pies. Droga, przebiegająca obok tawerny przez rogatkę, prowadzi w dal, na horyzoncie nie są widoczne żadne zabudowania; ponad drogą krążą jedynie na niebie ptaki. Do namalowania obrazu użyte zostały w większości ciemne barwy, co w zamiarze artysty stwarza efekt ponurego, opuszczonego przez człowieka miejsca. Nawet światło padające z okien karczmy jest bardziej groźne, niż podnoszące na duchu. Ascetyczna kolorystyka i cień, jaki spowija niemal cały przedstawiony krajobraz (jedynie w oddali widoczny jest jasny zachód słońca) potęguje wrażenie samotności i izolacji człowieka. W celu dodatkowego podkreślenia samotności prostych Rosjan w obliczu codziennych problemów, Pierow umieścił na ostro zakończonych wieżach rogatek carskie orły. Oddalone od krajobrazu, wznoszące się ku niebu symbole państwowe sugerują brak związku między działaniami władz carskich i problemami zwykłych mieszkańców kraju, dystans między troskami przeciętnego Rosjanina i poczynaniami rządu.
W celu zwiększenia dramatycznego wydźwięku dzieła Pierow celowo ograniczył jego rozmiary, by nadać obrazowi pozory niewiele znaczącego szkicu. W ten sposób uzyskał znaczący kontrast między wagą ukazanego problemu a skromną formą kompozycji.